# Gare de Pougues-les-Eaux
Gare de Pougues-les-Eaux vasútállomás Franciaországban, Pougues-les-Eaux településen.

## Vasútvonalak
Az állomást az alábbi vasútvonalak érintik:
- Moret–Lyon-vasútvonal

## Kapcsolódó állomások
A vasútállomáshoz az alábbi állomások vannak a legközelebb:
- Gare de Tronsanges (Gare de Moret - Veneux-les-Sablons)
- Gare de Garchizy (Lyon-Perrache pályaudvar)